# Fer Servadou

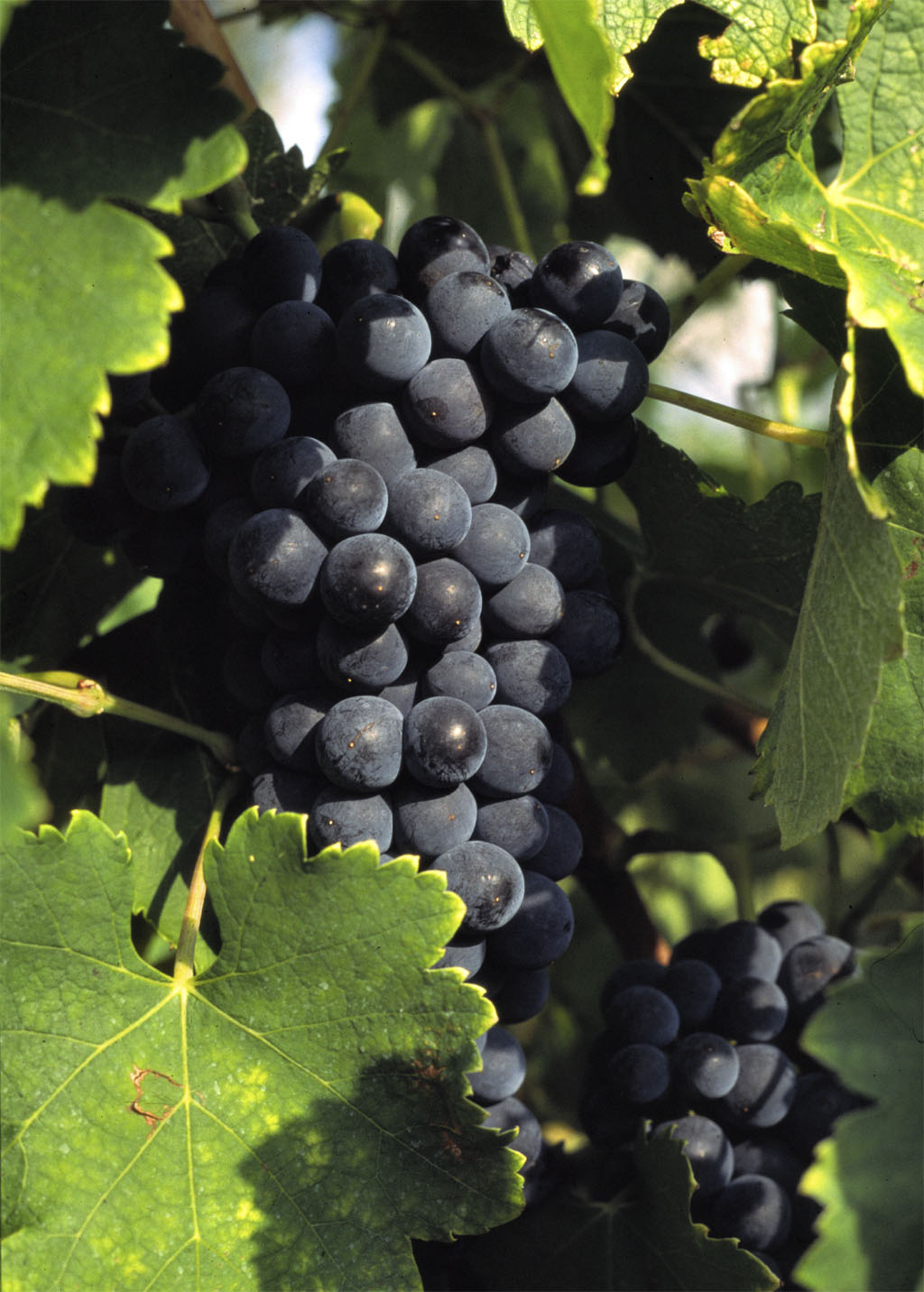
Traube der Rebsorte Fer Servadou

Fer Servadou ist eine sehr alte, unter verschiedenen Namen in mehreren AOC-Gebieten Südwestfrankreichs angebaute, mit dem Cabernet (→ Cabernet Sauvignon) verwandte Rotweinsorte. Ihr Ursprung wird im Département Gironde und im Arrondissement Bergerac vermutet.

## Merkmale und Eigenschaften
Fer bedeutet Eisen und bezieht sich auf das harte Holz des Rebstocks. Servadou soll sich von der langen Haltbarkeit der Trauben ableiten. Der Austrieb erfolgt mittelfrüh. Die Rebsorte zeigt  mittleren bis starken Wuchs. Der Rebschnitt soll aufgrund der Tatsache, dass nicht alle Augen fruchtbar sind, recht lang erfolgen. Fer Servadou ist sehr widerstandsfähig gegen echten Mehltau und gegen falschen Mehltau, sowie Botrytis cinerea und Phomopsis viticola (Schwarzfleckenkrankheit). Dafür ist sie sehr anfällig für Traubenwickler und Zikaden. Der Ertrag ist mittelhoch.
Die kleinen bis mittelgroßen, länglichen Beeren sind schwarz und besitzen eine dicke Schale. Sie bilden mittelgroße, kompakte Trauben. Er ist wenig frostempfindlich und bevorzugt magere, steinige Böden. Die aus dem Fer Servadou gekelterten Weine besitzen eine dunkelrote Farbe und sind gleichzeitig fein und kraftvoll bei mittlerem Alkoholgehalt. Sie vertragen einige Jahre Lagerzeit in der Flasche, vor allem wenn sie im Barrique ausgebaut wurden. Ansonsten können sie auch schon jung getrunken werden. Ihr Aroma erinnert meist an rote Früchte, vor allem an Himbeeren.

## Anbau
Reinsortig findet sich der Fer Servadou unter dem lokalen Namen Mansoi in den Rotweinen des Départements Aveyron, vor allem im Marcillac.
Im Zuge der Rückbesinnung auf die lokale Qualitäts-Tradition hat er auch im Département Tarn eine wichtige Rolle zurückgewonnen. Obwohl dort als Braucol seit Jahrhunderten angebaut, war er um 1960 nahezu verschwunden. Ergänzt durch Syrah, Cabernet Franc und Merlot bildet er heute das Rückgrat der lagerfähigen Rotweine von Gaillac.
Von geringerer Bedeutung ist der Fer Servadou in den Weinen des Piedmont, wo er als Pinenc bezeichnet wird. Im Gebiet des Madiran nimmt er etwa 3 % der Anbaufläche ein. Zugelassen ist der Fer Servadou auch in den benachbarten AOC-Gebieten Côtes de Saint-Mont, Tursan und Béarn.
Die Tendenz der schrumpfenden Anbaufläche dieser Rebsorte scheint gestoppt. So wird Fer Servadou 2007 wieder auf ca. 1.634 ha angebaut, nachdem im Jahr 1998 noch 1.250 Hektar bestockt waren.
Im Jahr 2009 veröffentlichten J.M. Boursiquot vom Institut ENSAM sowie Carol Meredith von der University of California, Davis eine DNS-Analyse durch. Die Auswertung der Resultate ergab, dass die bekannte Rebsorte Carménère eine natürliche Kreuzung der Sorten Gros Cabernet sowie Cabernet Franc ist. Die alte Sorte Gros Cabernet ihrerseits entstand aus einer Kreuzung der Sorten Fer Servadou und Txakoli.

## Synonyme
Die Rebsorte Fer Servadou ist auch unter den Namen Arech, Arrouya (aber nicht mit der Rebsorte Arrouya zu verwechseln), Bequignaou, Béquignol, Bois droit, Braucol, Brocol, Caillaba, Camarouge, Camirouch, Chalamoncet, Chalosse noir, Chausset, Couahort, Cruchenit, Estronc, Estrong, Fer, Fer bequignaou, Fer Noir, Ferre, Folle rouge, Here, Herrant, Herre, Mances, Mansoi, Mansois, Mauran, Moura, Mourach, Noir brun, Panereuil, Petit Fer, Petit here, Petit Mourastel, Petite here, Piec, Piek, Pienc, Pinenc, Plant de fer, Queufort, Salebourg, Saoubade, Saumances, Saumansois, Saumences, Scarcit, Veron und Verron bekannt.
Die in Argentinien mit 730 ha (1998) verbreitete Rebsorte mit dem Namen Fer ist vermutlich mit dem Fer Servadou nicht verwandt und eine Variante des Malbec. Dem wird von argentinischen Ampelographen energisch widersprochen.